# Le Drapeau (journal)
Pour les articles homonymes, voir Le Drapeau.

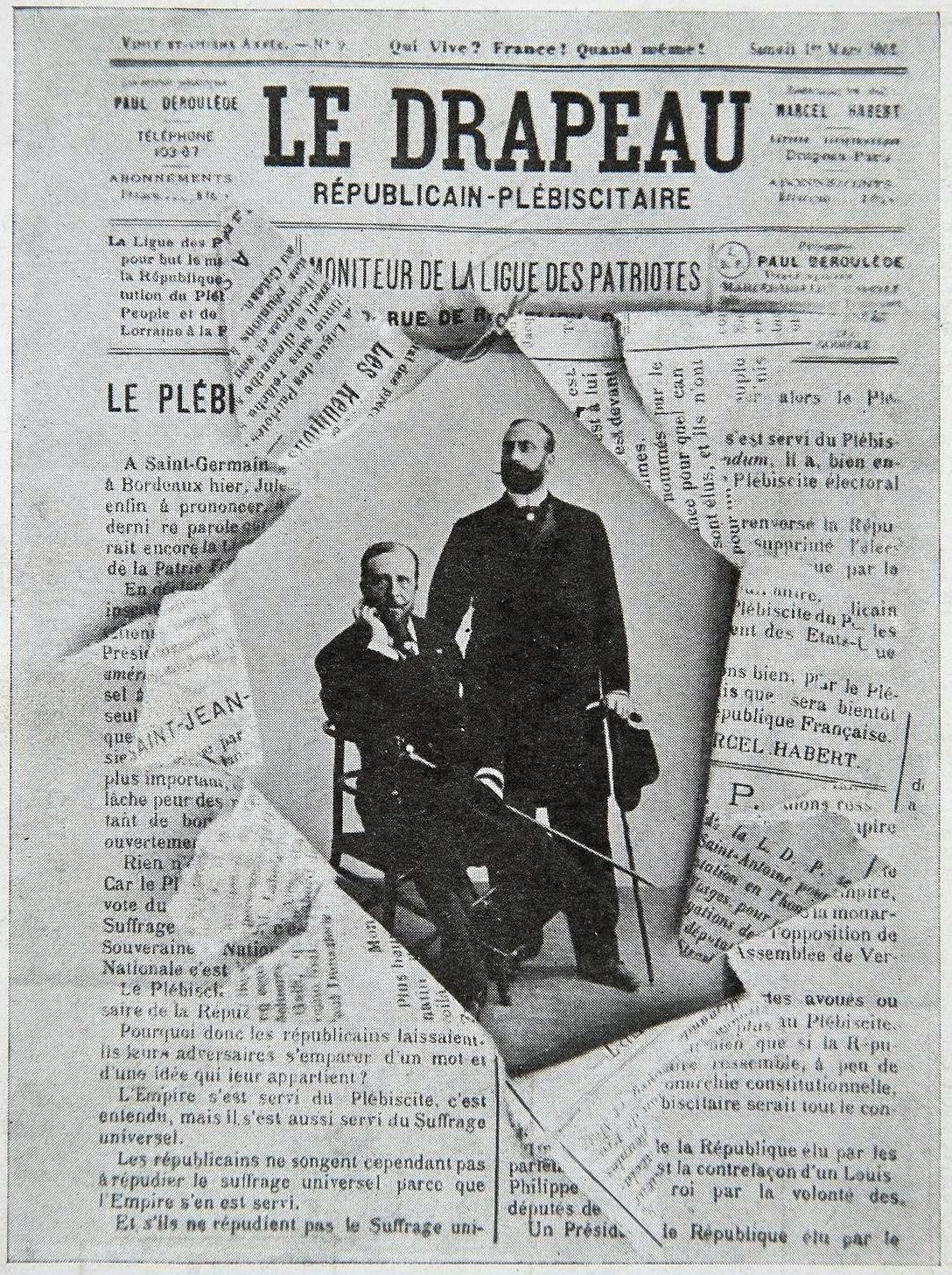
Photomontage de la une du Drapeau avec une photographie de Paul Déroulède et Marcel Habert (1901).

Le Drapeau est un journal français fondé le 29 décembre 1881 par Louis-Robert d'Hurcourt et qui paraît jusqu'en décembre 1936.

## Histoire
Tout d'abord hebdomadaire, Le Drapeau devient très vite le « moniteur », c'est-à-dire l'organe officiel de la Ligue des patriotes (LDP), dont le siège était installé dans les bureaux du journal. Dès avant février 1885, le leader de la LDP, Paul Déroulède, reprend toutes les actions du journal.
Malgré de célèbres collaborateurs, tels que Théodore de Banville, Alphonse Daudet, Édouard Detaille, Antonin Mercié, Alphonse de Neuville, Puvis de Chavannes et Sully-Prudhomme, la revue n'a pas beaucoup de succès : en 1884, elle compte moins de 2 000 abonnés et son tirage n'est que de 6 500 exemplaires. À partir de 1887, sous l'influence de Déroulède, Le Drapeau devient plus politique, les signatures prestigieuses et les illustrations disparaissent, puis la parution devient irrégulière avant de s'interrompre à l'été 1889.
Le Drapeau reparaît en juillet 1897. En mai 1901, Déroulède tente de le transformer en un quotidien sous la direction de Maurice Barrès,, mais la mauvaise gestion et le petit nombre de lecteurs (entre 17 000 et 29 000, sur 50 000 lecteurs attendus) ont conduit le journal à redevenir un hebdomadaire à partir de décembre 1901, puis à ne paraître que très irrégulièrement jusqu'en 1936.

## Collaborateurs
- Dr. Jérôme Aubœuf[6]
- Maurice Barrès[6] (directeur en 1901)[3]
- Ernest Bouard, dessins.
- François Coppée[6]
- Jules Delahaye[6]
- Henri Deloncle[7]
- Paul Déroulède (président du comité de rédaction en 1899)[6]
- Edmond Deschaumes[6]
- Dr. Paul Devillers[6]
- Dick de Lonlay (directeur en 1888-1889)[1]
- Pierre Foursin[6]
- Henri Galli (directeur en 1899)[6]
- Albert Gauthier de Clagny[6]
- Gyp[3]
- Marcel Habert (vice-président du comité de rédaction en 1899[6], rédacteur en chef en 1901)[3]
- Augusta Holmès[6]
- Louis-Robert d'Hurcourt (directeur en 1881-1882)[1]
- Juliette Lamber[6]
- Ferdinand Le Menuet (administrateur en 1899)[6]
- Robert Poirier de Narçay[6]
- Jules Soury[3]
- Maurice Talmeyr[6]
- Georges Thiébaud[6]
- Jules Vassias (secrétaire de rédaction en 1899)[6]
- Georges Villiers de l'Isle-Adam[6]
- Gustave Voulquin[6]
- Géo Weiss[6]